# كلير ستيرلينغ
كلير ستيرلينغ (بالإنجليزية: Claire Sterling)‏ هي صحفية وكاتِبة أمريكية، ولدت في 21 أكتوبر 1919، وتوفيت في 17 يونيو 1995.